# Peine (émotion)

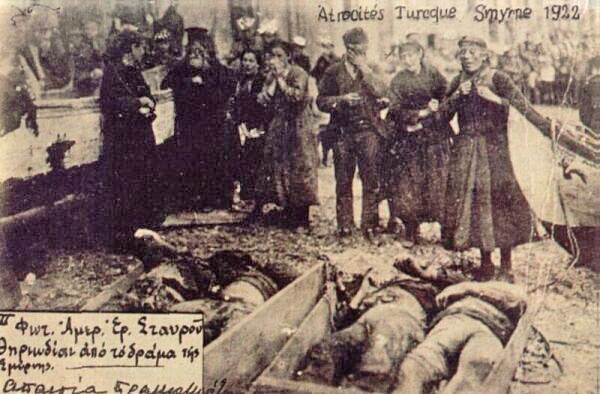
Victimes grecques de la catastrophe de Smyrne et parents en deuil éprouvant de la peine.

Pour les articles homonymes, voir Peine.
La peine est une émotion.

## Description
La peine est ressentie par l'humain à cause d'une douleur morale, causant du chagrin. 
C'est une souffrance physique ou morale, sentiment de quelque mal dans le corps ou dans l’esprit. Provoquant de la douleur, affliction, chagrin, déplaisir, du souci et de l'embarras. 

### Bibliographe
- Psychologie des émotions: Confrontation et évitement, Olivier Luminet, p. 264, 2002,   (ISBN 9782804140144)